# Malhada Sorda
Malhada Sorda is een plaats (freguesia) in de Portugese gemeente Almeida en telt 364 inwoners (2001).